# Rivière Chaudière
Pour les articles homonymes, voir Chaudière (homonymie).
La rivière Chaudière est un affluent de la rive sud du fleuve Saint-Laurent, au Québec, au Canada.

## Géographie

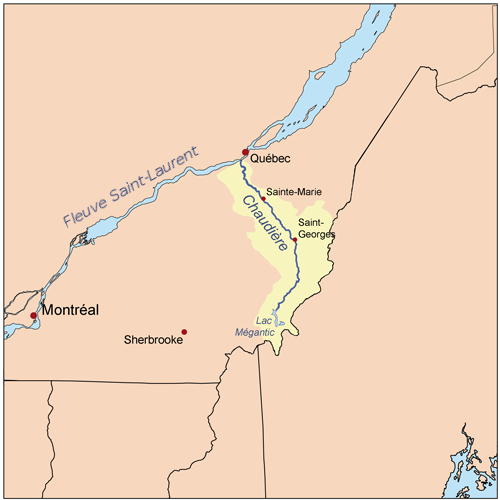
Carte du bassin de la Chaudière.

Longue de 185 kilomètres, la Chaudière prend sa source dans le lac Mégantic, dans la région de l'Estrie, dans le sud-est du Québec, et coule vers le nord pour rejoindre le fleuve Saint-Laurent à Lévis, sur la rive sud de Québec. C'est l'un des cours d'eau les plus étendus du Québec. La rivière sort du lac Mégantic, mais prend sa source véritable dans les hautes terres qui séparent le New Hampshire et le Maine, de l'Estrie et de la Beauce. La rivière draine un bassin versant de 6 682 kilomètres carrés, d'abord dans la région des montagnes Appalaches, puis dans les basses-terres du Saint-Laurent, comptant 236 lacs couvrant 62 kilomètres carrés et environ 180 000 habitants. Son débit moyen annuel à la station de Saint-Lambert-de-Lauzon est de 114 m3/s, variant de 11 m3/s à l'étiage à 470 m3/s lors des crues printanières, avec des pointes historiques à 1 760 m3/s.
On compte parmi ses principaux affluents la rivière Samson, la Rivière du Loup (à ne pas confondre avec la Rivière du Loup homonyme dans la région du Bas-Saint-Laurent), la rivière Famine, la rivière Beaurivage et le Bras Saint-Victor. On retrouve dans le bassin versant des spécimens de près de 50 % de la richesse faunique du Québec, soit la présence de 330 des 653 espèces vertébrées recensées dans la province.

### Municipalités traversées
Son cours traverse les municipalités régionales de comté (MRC) de :
Rive gauche de la rivière Chaudière (de l'amont vers l'aval) :
- MRC Le Granit en Estrie : municipalités de Lac-Mégantic (secteur Sacré-Cœur), Sainte-Cécile-de-Whitton, Saint-Ludger
- MRC Beauce-Sartigan, en Chaudière-Appalaches : municipalités de Saint-Gédéon-de-Beauce, Saint-Martin, Saint-Georges, Notre-Dame-des-Pins
- MRC Beauce-Centre en Chaudière-Appalaches : municipalités de Beauceville, Saint-Joseph-des-Érables
- MRC de la Nouvelle-Beauce en Chaudière-Appalaches : municipalités de Sainte-Marie, Scott, Saint-Lambert-de-Lauzon, Saint-Bernard
- Lévis (quartiers Saint-Étienne-de-Lauzon et Saint-Rédempteur) ;

Rive droite de la rivière Chaudière (de l'amont vers l'aval) : 
- MRC Le Granit en Estrie : municipalités de Lac-Mégantic (secteur Fatima), Audet, Frontenac, Saint-Robert-Bellarmin,
- MRC de Beauce-Sartigan en Chaudière-Appalaches : municipalités de Saint-Gédéon-de-Beauce, Saint-Martin, Saint-Georges, Saint-Simon-les-Mines, Saint-Joseph-de-Beauce
- MRC Beauce-Centre en Chaudière-Appalaches : municipalité de Beauceville,
- MRC de la Nouvelle-Beauce en Chaudière-Appalaches : municipalités de Vallée-Jonction, Sainte-Marie
- Lévis (secteur Charny et Sainte-Hélène-de-Breakeyville) ;

## Histoire

### Origines

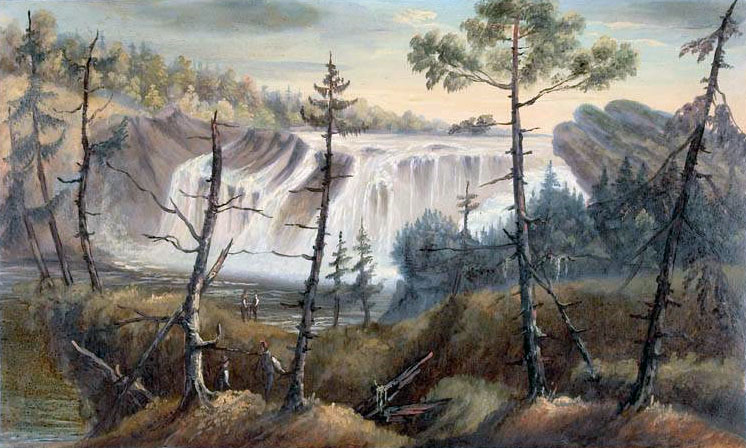
Peinture de la rivière Chaudière par Joseph Légaré vers 1840.

Les Abénaquis, peuple amérindien, demeuraient près des chutes et nommaient la rivière Kikonteku, soit « rivière des champs ». Sur les cartes de Samuel de Champlain, on lui avait donné le nom de « Rivière Etchemin », nom qui désigne maintenant une autre rivière québécoise dont le bassin versant est contigu à celui de la Chaudière. Ce n'est que vers la fin du XVIIIe siècle qu'elle sera appelée couramment « rivière du sault de la Chaudière » (du nom donné aux chutes près de son embouchure) puis simplement « rivière Chaudière ».

### Colonisation
Lieu stratégique de colonisation française au XVIIIe siècle puisqu'elle constituait un lien naturel entre les colonies françaises de Nouvelle-France et les colonies britanniques plus au sud, elle a entre autres servi à Benedict Arnold lors de sa tentative d'invasion de Québec en 1775 depuis les colonies américaines. Benedict Arnold a atteint Québec via le corridor Chaudiere-Kennebec. Un sentier Amérindien qui reliait les affluents du haut fleuve Connecticut à partir du canton d'Auckland, en Estrie, jusqu'à la rivière Chaudière en passant près du Lac Mégantic est inscrit sur la carte de Joseph Bouchette et dans la Description topographique de la province du Bas Canada. Le sentier du Connecticut à la Chaudière arrivait sur la Seigneurie Aubert-Gallion, jusqu'à Sartigan (aujourd'hui Saint-Georges).

### Industrialisation
Au XIXe siècle, les coupes de bois ont permis de faire profiter l'industrie du bois dans le secteur de Chaudière-Bassin près de Saint-Romuald. C'est par la Chaudière que l'on faisait le transport du bois en direction des moulins qui longeaient la rivière. Ce fut le cas notamment à Sainte-Hélène-de-Breakeyville avec la présence des moulins de la famille Breakey.

## Description
La vallée de la Chaudière traverse en bonne partie la région québécoise de la Beauce. Elle en a modelé les industries et le mode de vie, particulièrement au printemps où ses débordements lors de la fonte des neiges dans les zones habitées sont fréquents, malgré son cours régulé par 160 barrages et digues de retenue. La rivière traverse plusieurs villes et villages de la région, dont Saint-Ludger, Saint-Gédéon-de-Beauce, Saint-Martin (Québec), Saint-Georges (Québec), Notre-Dame-des-Pins, Beauceville, Saint-Joseph-de-Beauce, Vallée-Jonction et Sainte-Marie (Québec).
La rivière est un site privilégié d'activités de plein-air, particulièrement près du lac Mégantic et au parc des Chutes-de-la-Chaudière. Situé près de l'embouchure de la rivière, à Lévis, ce parc offre des sentiers de randonnée pédestre et cyclable ainsi qu'une passerelle suspendue au-dessus de la rivière, qui offre un point de vue sur la chute, haute de 35 mètres. La chute, harnachée dès le début du XXe siècle pour son potentiel hydro-électrique, compte maintenant un barrage reconstruit en 1999 sur les vestiges des anciennes installations, qui alimente une petite centrale hydroélectrique de .24 MW

### Galerie

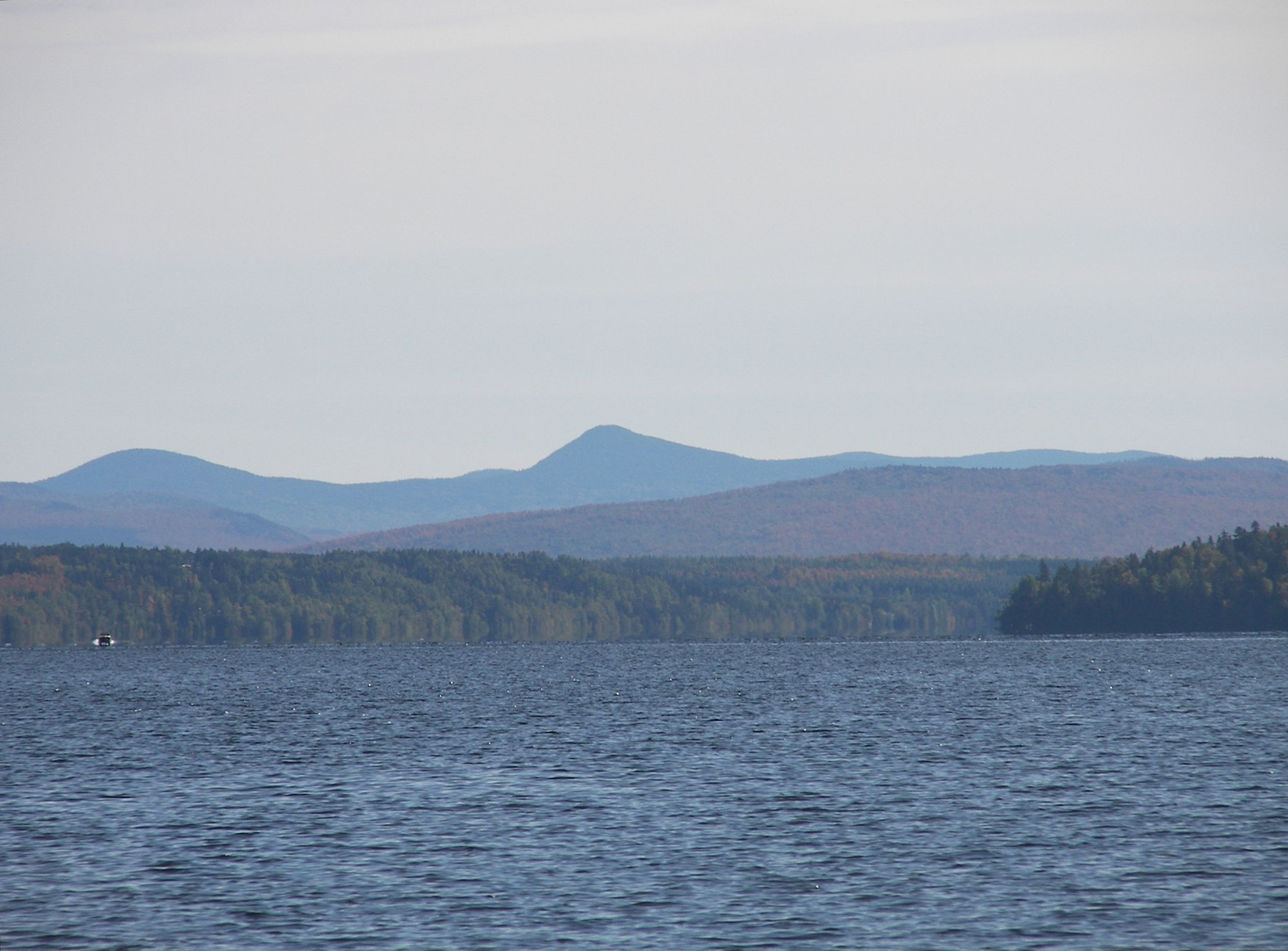
Lac Mégantic, lac de tête de la Chaudière.
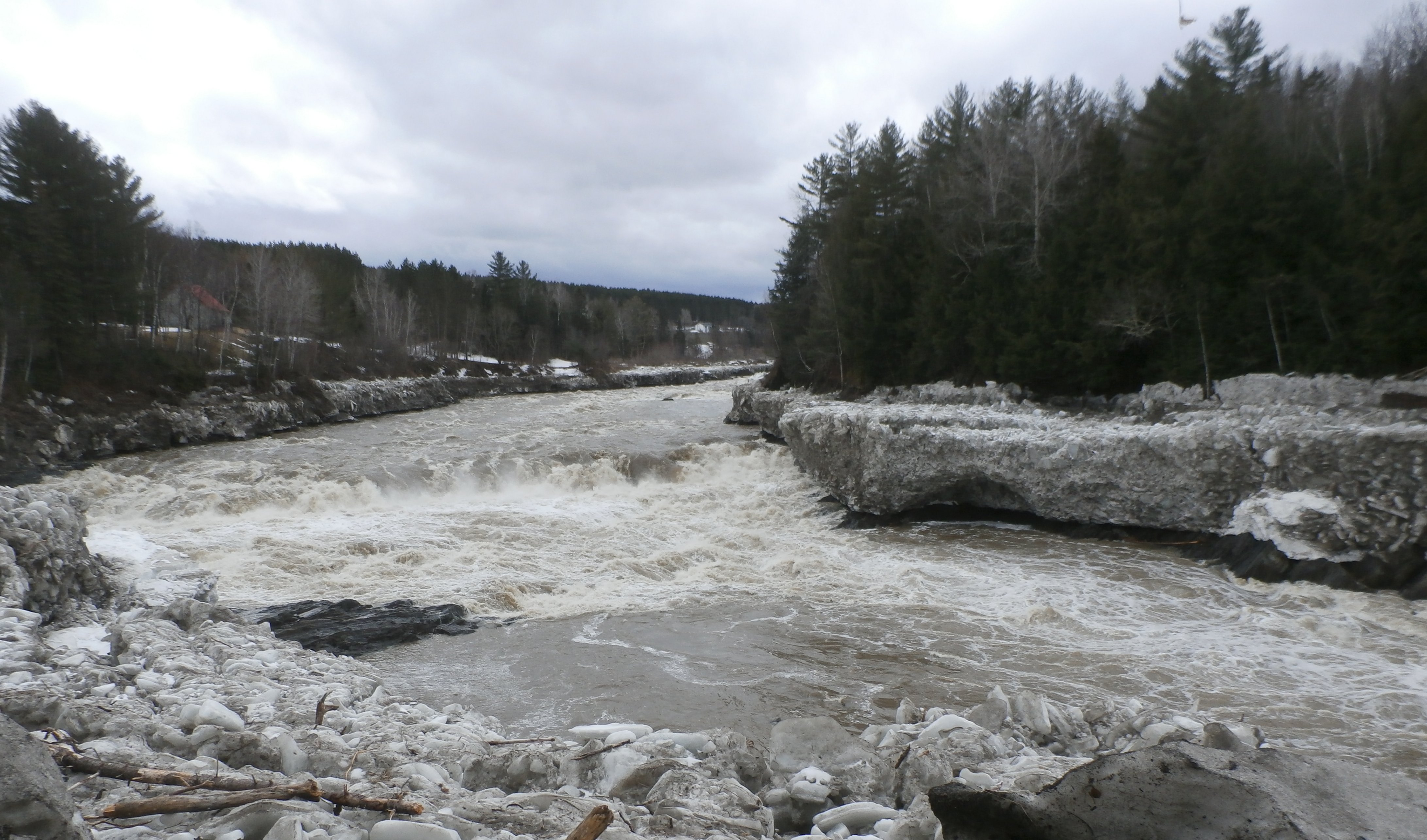
Le Grand Sault, près de Saint-Martin.
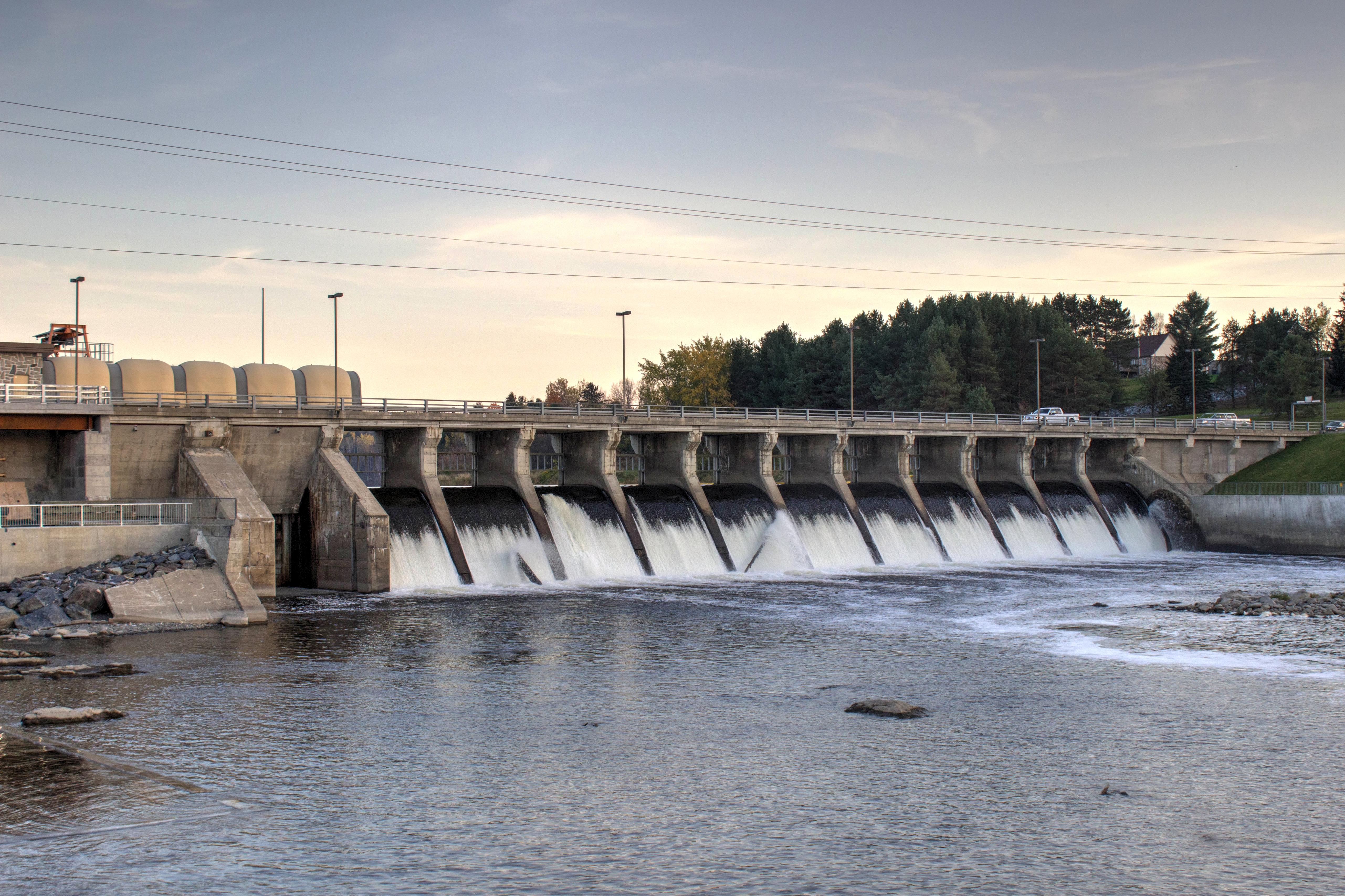
Le barrage Sartigan à Saint-Georges.
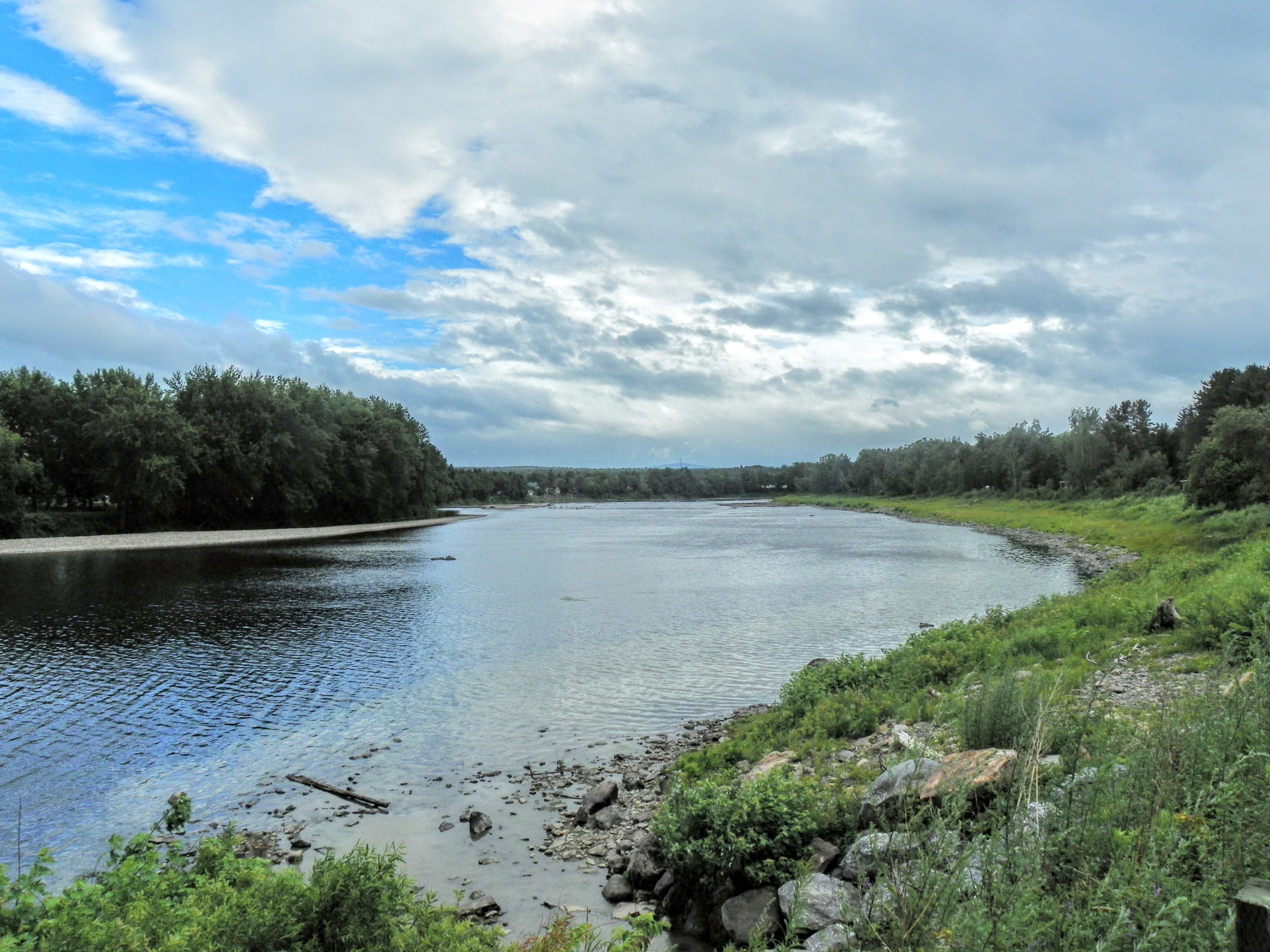
Méandre à Scott.
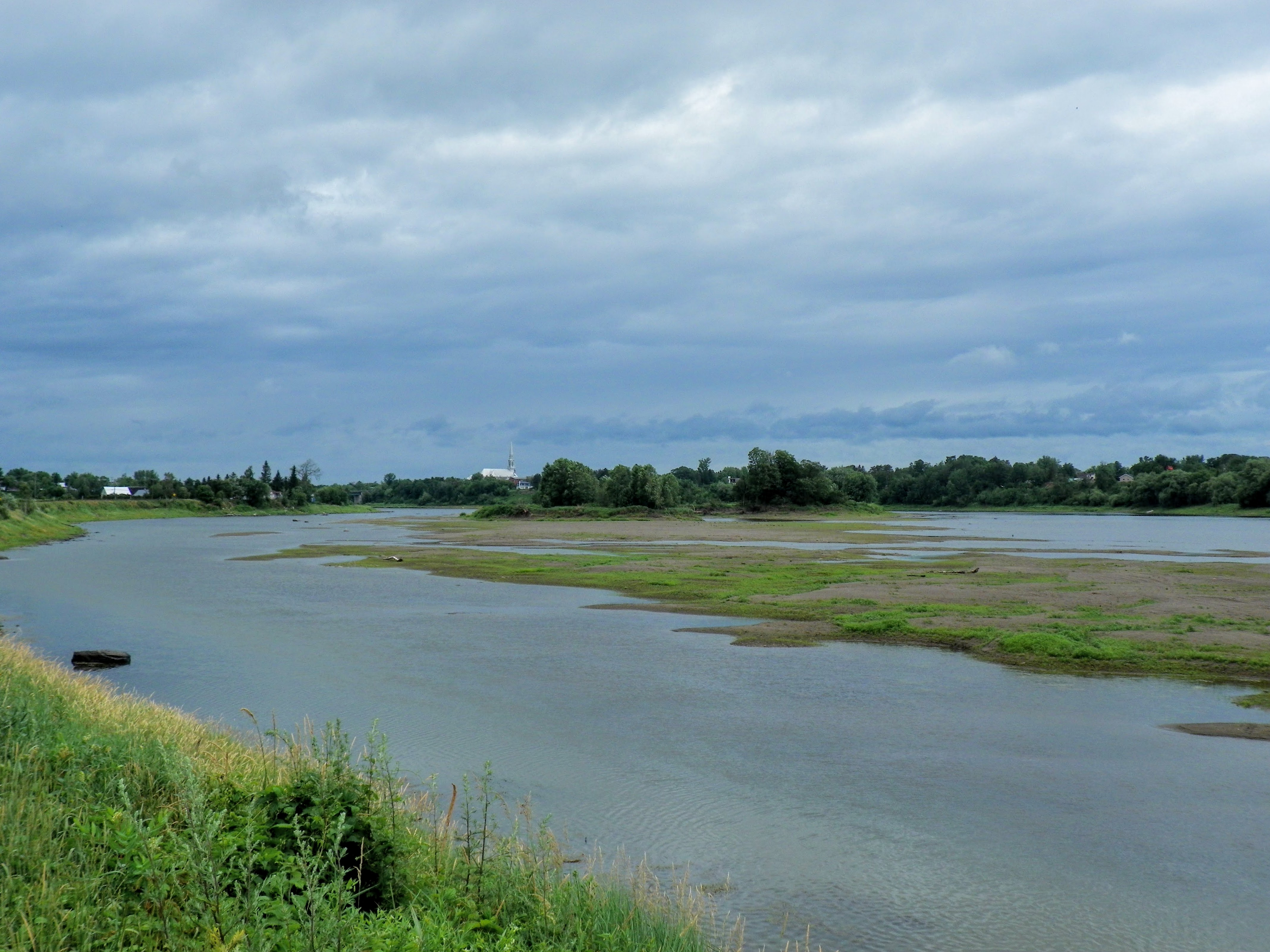
Les îles près de Saint-Lambert-de-Lauzon.
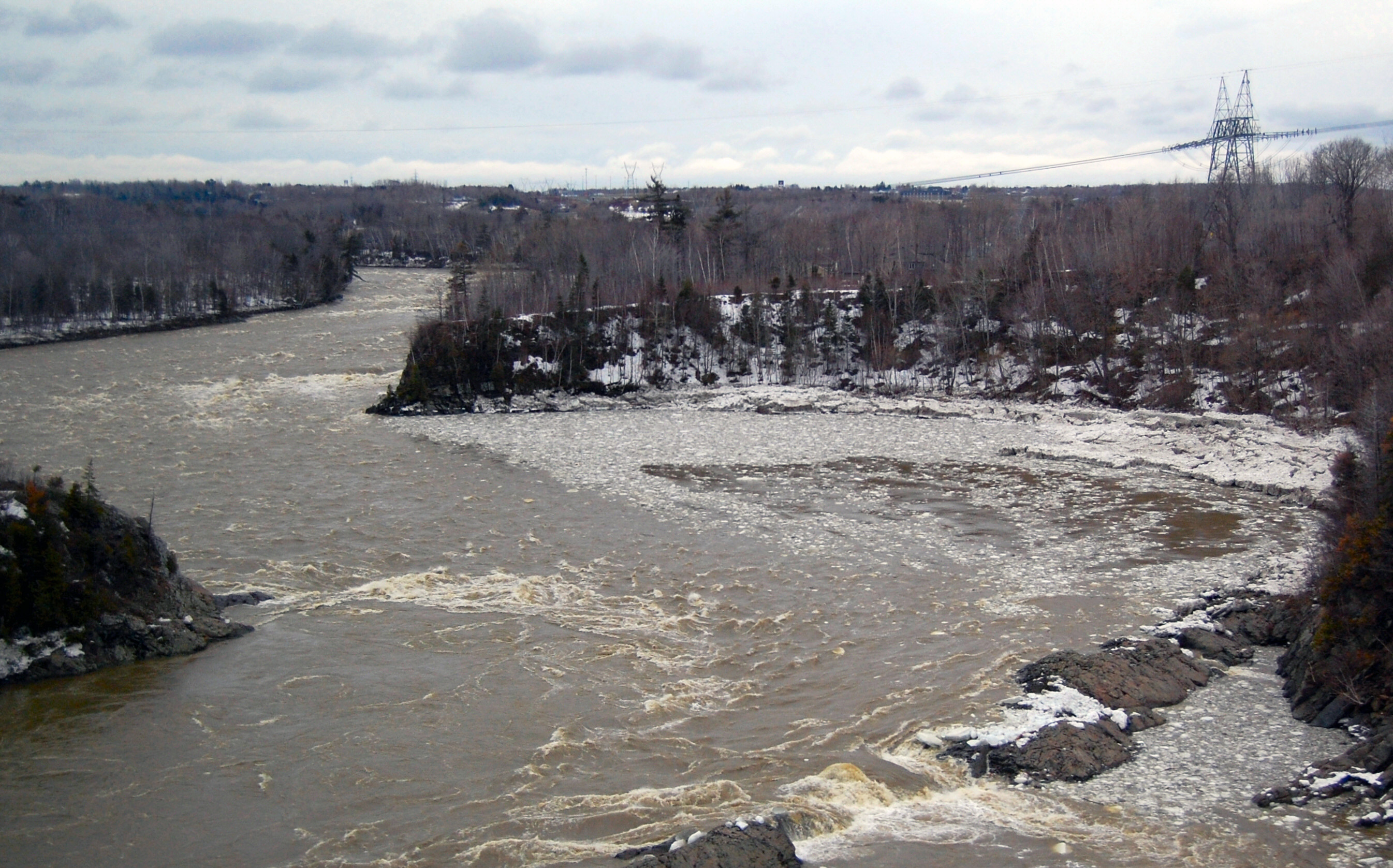
La rivière en crue.
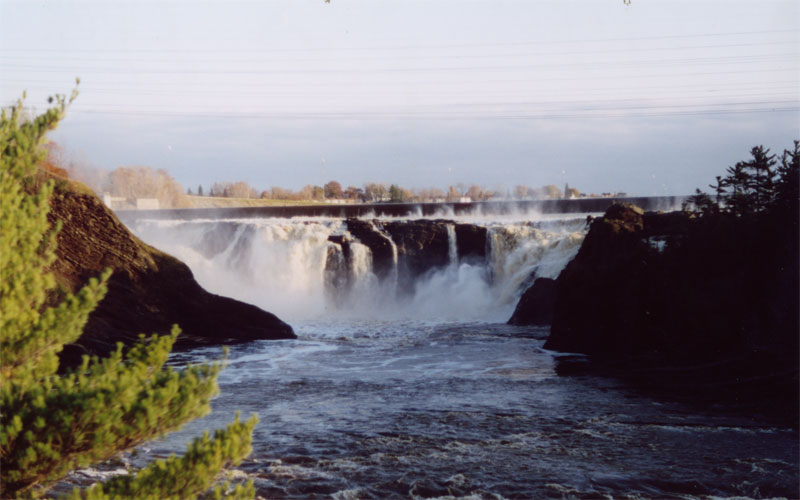
Les chutes de la Chaudière.

## Liste des ponts
| Traverses                             | Photo | Municipalité(s)                                    | Année de construction | Route                                          | Longueur | Type de pont                                       |
| ------------------------------------- | ----- | -------------------------------------------------- | --------------------- | ---------------------------------------------- | -------- | -------------------------------------------------- |
| Pont Agnes                            |       | Lac-Mégantic                                       | 1999                  | Rue Frontenac                                  | 45,4 m   | Pont à poutres en acier                            |
| Pont ferroviaire                      |       | Lac-Mégantic                                       |                       | Chemins de fer du Centre du Maine et du Québec |          | Pont à poutres en acier                            |
| Pont de la Solidarité                 |       | Lac-Mégantic                                       |                       | Rue Papineau                                   |          | Pont à poutres en béton précontraint préfabriquées |
| Passerelle                            |       | Lac-Mégantic                                       |                       | Sentier Québec Central                         |          |                                                    |
| Pont 10965                            |       | Lac-Mégantic                                       | 2005                  | Route 161                                      | 110,6 m  | Pont à poutres en acier                            |
| Pont 13899                            |       | Lac-Drolet et Audet                                | 1969                  | Chemin Principal                               | 68,4 m   | Pont à poutres en béton précontraint préfabriquées |
| Pont Soucy                            |       | Saint-Ludger                                       | 1958                  | Rue du Pont                                    | 61,5 m   | Pont à poutres en béton armé                       |
| Passerelle                            |       | Saint-Martin                                       | 2009                  | Sentier multifonctionnelle                     |          | Passerelle suspendue                               |
| Pont 13967                            |       | Saint-Martin                                       | 1970                  | Route 269                                      | 132,1 m  | Pont à poutres en acier                            |
| Barrage Sartigan                      |       | Saint-Georges                                      | 1967                  | Route du Barrage-Sartigan                      |          | Barrage béton-gravité                              |
| Pont David-Roy                        |       | Saint-Georges                                      | 1970                  | Route 271                                      | 184,9 m  | Pont à poutres en acier                            |
| Passerelle de la Seigneurie           |       | Saint-Georges                                      |                       | Voie cyclable du domaine de la Seigneurie      |          | Passerelle à poutres en acier                      |
| Passerelle Manac                      |       | Saint-Georges                                      |                       | Voie cyclable du domaine de la Seigneurie      |          | Passerelle à poutres en acier                      |
| Passerelle Canam-Boa Franc            |       | Saint-Georges                                      |                       | Voie cyclable du domaine de la Seigneurie      |          | Passerelle à poutres en acier                      |
| Pont Pierre-Bourque                   |       | Notre-Dame-des-Pins                                | 1969                  | 30e Rue                                        | 279,6 m  | Pont à poutres en béton précontraint préfabriquées |
| Pont Perrault                         |       | Notre-Dame-des-Pins                                | 1929                  | Voie cyclable                                  | 150,9 m  | Pont couvert                                       |
| Passerelle Desjardins                 |       | Beauceville                                        | 2008                  | Voie cyclable                                  | 70 m     | Passerelle levante en acier                        |
| Pont Joseph-Édouard-Fortin            |       | Beauceville                                        | 1980                  | Route 108                                      | 230,9 m  | Pont à poutres-caissons en acier                   |
| Pont 00793                            |       | Saint-Joseph-de-Beauce et Saint-Joseph-des-Érables | 1908                  | Route 276                                      | 138,6 m  | Pont à tablier inférieur en acier                  |
| Pont 00814                            |       | Vallée-Jonction                                    | 1938                  | Route 112                                      | 151,8 m  | Pont à tablier inférieur en acier                  |
| Pont 10861                            |       | Sainte-Marie                                       | 2003                  | Route 216                                      | 164,4 m  | Pont à poutres en acier                            |
| Pont de la Famille-Beshro             |       | Sainte-Marie                                       | 2015                  | Sentier multifonctionnel                       | 207 m    | Passerelle à haubans                               |
| Pont de Scott                         |       | Scott                                              | 1995                  | Route 171                                      | 210,1 m  | Pont à poutres en acier                            |
| Pont 03994                            |       | Saint-Lambert-de-Lauzon                            | 1960                  | Route 218                                      | 229,0 m  | Pont à poutres en acier                            |
| Pont 14760                            |       | Lévis                                              | 1976                  | Autoroute 73                                   | 261,2 m  | Pont à poutres en béton précontraint préfabriquées |
| Pont 14761                            |       | Lévis                                              | 1975                  | Autoroute 73                                   | 166,6 m  | Pont à poutres en béton précontraint préfabriquées |
| Pont ferroviaire                      |       | Lévis                                              |                       | Canadien National                              |          | Pont à poutres en acier                            |
| Passerelle des Chutes-de-la-Chaudière |       | Lévis                                              |                       | Voie cyclable                                  | 113 m    | Pont suspendu                                      |
| Pont 04011S                           |       | Lévis                                              | 1965                  | Autoroute 20                                   | 164,1 m  | Pont à tablier supérieur en béton armé             |
| Pont 04011N                           |       | Lévis                                              | 1967                  | Autoroute 20                                   | 164,7 m  | Pont à tablier supérieur en béton armé             |
| Pont 13887                            |       | Lévis                                              | 1960                  | Autoroute 73                                   | 309,4 m  | Pont à poutres en acier                            |
| Pont ferroviaire                      |       | Lévis                                              |                       | Canadien National                              |          | Pont à poutres en acier                            |
| Pont 16928                            |       | Lévis                                              | 2010                  | Routes 132 et 175                              | 251,0 m  | Pont à béquilles en acier                          |